# Eugen Sierke
Eugen Sierke (* 2. September 1845 in Saalfeld, Ostpreußen; † 21. November 1925 in Braunschweig) war ein deutscher Kulturhistoriker und hat sich als Zeitungs-Redakteur um die Entwicklung des Pressewesens verdient gemacht.

## Leben
Er besuchte in Königsberg und Rastenburg das Gymnasium und studierte nach dem Abitur in Leipzig klassische Altphilologie. 1869 promovierte er und wandte sich der Journalistik zu.
In seiner ersten beruflichen Station schrieb er für die Hartungsche Zeitung Theater- und Literaturkritiken. Danach wechselte er zur Berliner Täglichen Rundschau. Nach einer sich anschließenden knapp einjährigen Redakteurstätigkeit in Hannover kam Sierke 1874 nach Braunschweig. Er übernahm beim Braunschweiger Tageblatt die Aufgabe des Chefredakteurs.
1895 gab Sierke die Stellung auf. Als das Tageblatt dann 1897 in der Braunschweigischen Landeszeitung aufging, holte man Sierke in den Redaktionsstab zurück. Man übertrug ihm die Verantwortung für den Tagesteil. Bald darauf war er auch bei der Braunschweigischen Landeszeitung deren Chefredakteur.
Über die gesamte Zeitspanne seiner Redakteurstätigkeit blieb Eugen Sierke als Kulturhistoriker aktiv. Viel beachtet waren beispielsweise seine 1881 erschienenen „Losen Studienblätter über das moderne Theater.“

## Wirken
Die Unabhängigkeit der Presse und die Wahrung von Persönlichkeitsrechten gehörten für Eugen Sierke zu den Grundwerten der journalistischen Arbeit. Für diese Grundwerte setzte er sich unter anderem im Reichsverband der Deutschen Presse sowie als Vorsitzender in der niedersächsischen und der braunschweigischen Untergliederung des Berufsverbandes ein.
Sierkes Anspruch der politischen Unabhängigkeit der Presse dokumentiert sich in zahlreichen seiner Artikel. Kritisch beurteilte er Vorhaben und Entscheidungen von Reichs- und Landesregierung. Couragiert forderte er gegen Ende des Ersten Weltkrieges die Einführung eines gleichen und geheimen Wahlrechts im Herzogtum Braunschweig.
Sein journalistischer Mut trug Eugen Sierke verschiedentlich Probleme ein. So musste er sich mehrfach juristisch gegen Verleumdungen von Pressekollegen zur Wehr setzen. Auf einen von ihm verfassten Artikel reagierte die oldenburgische Prinzessin Sophie Charlotte mit einer Beleidigungsklage und er musste für drei Monate im Gefängnis einsitzen.
In Braunschweig war Eugen Sierke insbesondere wegen seines kommunalen Engagements bekannt. Er gehörte unter anderem dem Verein für Volksgesundheit an. Beherzt und unnachgiebig setzte er sich für die Verbesserung der hygienischen Verhältnisse in der Stadt ein. Dabei scheute er sich nicht, Tabuthemen anzusprechen. Unerschrocken forderte er, der um sich greifenden Zunahme von Geschlechtskrankheiten durch öffentliche Aufklärungsmaßnahmen zu begegnen.
Sierke gehörte in Braunschweig auch dem nationalliberalen Wahlverein an und war als Schriftführer im Vorstand aktiv. Einige Daten in seiner Biografie deuten darauf hin, dass er innerhalb der Nationalliberalen zum linken Flügel gehörte.

## Werke (Auswahl)
- Kritische Streifzüge: lose Studienblätter über das moderne Theater. Braunschweig 1881.
- Schwärmer und Schwindler zu Ende des achtzehnten Jahrhunderts. Leipzig 1874.
- In Feindesland! : Eine Studienfahrt nach d. westl. Kriegsschauplatz. Braunschweig 1915.